# Carolus Piso
Carolus Piso lub Charles Le Pois (ur. 1563 w Nancy, zm. 1633 tamże) – lekarz francuski.

## Życiorys
W 1617 został lekarzem księcia Lotaryngii Henryka II Lotaryńskiego. Został pierwszym profesorem medycyny w Pont-à-Mousson. Analizował  fizjologię napadów histerii. Napisał monografię Hemicrania (migrena), która dotyczyła głównie opisu własnych napadów migreny. Zmarł podczas epidemii dżumy w rodzinnym mieście.